# Thornage
Thornage is een civil parish in het bestuurlijke gebied North Norfolk, in het Engelse graafschap Norfolk met 192 inwoners.